# Szaúd-Arábia a 2022. évi téli olimpiai játékokon
Szaúd-Arábia a kínai Pekingben megrendezett 2022. évi téli olimpiai játékok egyik részt vevő nemzete volt. Az országot az olimpián 1 sportágban 1 sportoló képviselte, akik érmet nem szereztek. Szaúd-Arábia először vett részt a téli olimpiai játékokon.

## Alpesisí
Férfi
| Versenyző  | Versenyszám      | 1. futam | 1. futam | 2. futam | 2. futam | Összesítés | Összesítés |
| Versenyző  | Versenyszám      | Idő      | Hely.    | Idő      | Hely.    | Idő        | Helyezés   |
| ---------- | ---------------- | -------- | -------- | -------- | -------- | ---------- | ---------- |
| Fayik Abdi | Óriás-műlesiklás | 1:21,44  | 51.      | 1:25,41  | 45.      | 2:46,85    | 44.        |